# Лирический цикл
«Лири́ческий цикл» — серия из пяти полотен русского художника Александра Тышлера, написанная в 1928 году.

## История
В 1928 году Александр Тышлер использовал образ плетёной корзины для сценического оформления пьесы Лопе де Вега «Овечий источник» в постановке Белорусского государственного еврейского театра в Минске. В качестве главного образа он предложил плетёную корзину со скруглёнными краями: фактура плетёнки ассоциировалась с лаконичной архитектурой испанской деревни, где разворачивалось действие пьесы.
В том же году художник выполнил несколько станковых живописных работ, объединённых в серию под названием «Лирический цикл». Главным действующим «лицом» этого цикла стала всё та же «конструкция, плетённая из лозы», корзина огромного размера и непонятного назначения. В разных композициях она населена ослами, лошадьми, мужчинами, голубями. На картине № 2 изображена длинноногая девушка в шляпе, с зонтиком и велосипедом, стоящая рядом с корзиной, а сама плетёнка разделена на три горизонтальных яруса: в нижнем — два ослика, в среднем — две мужские головы, в верхней части — голуби. «Лирический цикл» был назван в одной из рецензий того времени «Лирическая сюита». Он «производит впечатление ребуса, загадки».
Мотив плетёной корзины Тышлер использует также в цикле акварелей «Крым», которые вместе с «Лирическим циклом» экспонировались на четвёртой выставке ОСТа в апреле 1928 года. Композиции тогда вызвали ожесточённую критику.
Летом 1927 года мы вместе с нашими жёнами отдыхали в Крыму, в Алупке. Снимали комнаты в одном доме… Жили дружно в своё удовольствие. Там на пляже мы увидели плетёные маленькие кабинки, их приносила с собой одна семья. Вот эти кабинки и заинтересовали Сашу. Мы с ним, развлекаясь, делали акварельные наброски. Они и послужили началом его Крымской серии. А потом он развил этот мотив, как всегда обогатив его своей фантазией…Сергей Лучишкин
Произведения из «Лирического цикла» строги, собраны, аскетичны: они содержат в себе образ дома. Фактура плетёных корзин намечена отдельными мелкими мазками, что создаёт эффект лёгких, «дышащих» ячеек. Корзины стоят на земле, но и взмывают в небо. «Лирический цикл» пронизан энергией любви и жаром лирических переживаний. «Это не «ребус» и не «шарада» — это очень органичные для художника «сны о доме».
Большинство работ Тышлера выполнены сериями-циклами, каждая тема в его холстах получала своё развитие. Она могла повторяться несколько раз на протяжении многих лет. Временами художник возвращался к своим сериям и циклам, придумывал новые, варьировал их.
Для моей работы характерна цикличность, но эти повторения не самоцель. Они возникают в результате развития темы, хотя между отдельными работами цикла есть композиционная разница, и дыхание каждой вещи различное. Таким образом я могу прочувствовать тему до конца, и цикл даёт мне возможность не только завершить тему, но и найти в последующей вещи то, что мне не удалось осуществить в предыдущих. В то же время каждая работа цикла может жить самостоятельно, независимо от других.Александр Тышлер
Для всех картин Тышлеру позировала его жена Анастасия Степановна.

## Список
| № | Музей                                              | Город  | Страна   | Размер (в см) | Техника      | Иллюстрация |
| - | -------------------------------------------------- | ------ | -------- | ------------- | ------------ | ----------- |
| 1 | Государственная Третьяковская галерея              | Москва | Россия   | 61 × 70,5     | Холст, масло |             |
| 2 | Музей изобразительных искусств имени А. С. Пушкина | Москва | Россия   | 73 × 55       | Холст, масло |             |
| 3 | ?                                                  | ?      | ?        | ?             | Холст, масло |             |
| 4 | Музей Людвига                                      | Кёльн  | Германия | 53 × 72       | Холст, масло |             |
| 5 | Музей искусства авангарда                          | Москва | Россия   | 73 × 55       | Холст, масло |             |